# گمینا کروشچینکو وژنه
گمینا کروشچینکو وژنه (به لهستانی:  Gmina Krościenko Wyżne) یک گمینا در لهستان است که در شهرستان کروسنو واقع شده‌است. گمینا کروشچینکو وژنه ۱۶٫۳۳ کیلومتر مربع مساحت و ۵٬۱۷۹ نفر جمعیت دارد.